# Veena Malik
Veena Malik (Zahida Malik) es una actriz, modelo y presentadora de televisión pakistaní, reconocida por sus apariciones en películas de Lollywood y Bollywood.

## Carrera

### Cine
Malik nació en Rawalpindi, Punjab, hija de Malik Mohammad Aslam y Zeenat Malik. Cursó estudios de sociología, psicología y de idioma persa. Antes de iniciar su carrera como actriz, Malik trabajó como humorista en varios programas y series de televisión. Hizo su debut en el cine en el año 2000 en la película Tere Pyar Mein de Sajjad Gul. En 2002 protagonizó la película Yeh Dil Aap Ka Huwa de Akbar Khan. Años más tarde actuó en películas del género feminista como Koi Tujh Sa Kahan (2005), Mohabbatan Sachiyan (2007), Kyun Tum Se Itna Pyar Hai (2005), Kabhi Pyar Na Karna (2008) y Ishq Be Parwah (2008). En 2012 hizo su aparición en Bollywood en la comedia Daal Mein Kuch Kaala Hai. El año siguiente hizo parte del elenco de las películas dramáticas Zindagi 50-50, Super Model y Dirty Picture: Silk Sakkath Maga, producción cinematográfica que fue un éxito en taquilla. También actuó en la película de terror de 2014 Mumbai 125 KM 3D, grabada usando la tecnología RealD 3D. Fue la primera vez en la carrera de Malik en la que interpretaba a un ente sobrenatural.

### Televisión
En 2002, la compañía Prime TV contrató a Malik para que presentara un programa de variedades llamado Prime Gupshup. Condujo el programa de Geo TV Hum Sub Umeed Se Hain, en el que fue aclamada por sus parodias cómicas. En 2007 se presentó en el evento de la alfombra roja de los premios Lux Style y fue galardonada como la celebridad más elegante en la alfombra. En octubre de 2010 fue una de las concursantes en el reality show de la televisión india Bigg Boss en su cuarta temporada. Fue despedida dos semanas antes de la final, y fue una de las seis concursantes finales de los catorce que participaron. Después de su estancia en Bigg Boss fue mencionada en los medios como la voz de los musulmanes liberales, incluidos destacados diarios como el Daily Times, Express Tribune y The Australian. En marzo de 2011 sostuvo un acalorado debate con un mufti que la acosó de un supuesto comportamiento inmoral como concursante de Bigg Boss, aunque admitió que no había visto el programa. Malik se defendió señalando el doble rasero de los medios paquistaníes contra las mujeres. Fue planeado otro show televisivo llamado Veena Ka Vivah, en el que Malik buscaría a su alma gemela, pero el espectáculo fue cancelado cuando Imagine TV, el canal que lo presentaría, anunció su cierre definitivo.

## Vida personal
Malik contrajo matrimonio con Asad Bashir Khan Khattak, un hombre de negocios, el 25 de diciembre de 2013 en Dubái. En el año 2012 fue ubicada en la posición No. 26 en la lista de las "100 mujeres más sexys del mundo" de la edición para la India de la revista FHM. Dicha lista incluía a otras celebridades como Angelina Jolie, Megan Fox, Paris Hilton, Kim Kardashian, Shilpa Shetty y Sonam Kapoor.

### Controversia

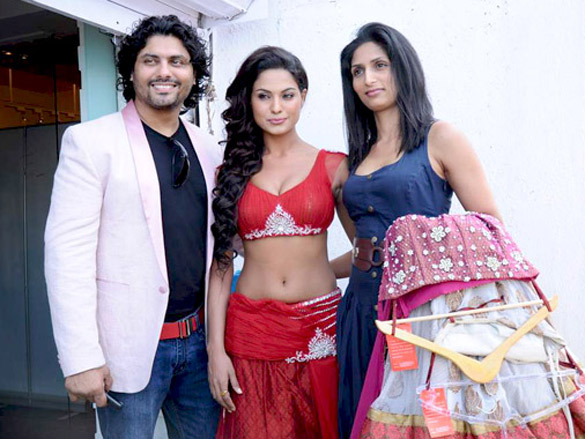
Malik junto a Riyaz Gangji y Reshma Gangji.

Se generó una fuerte controversia en Pakistán tras la publicación de una imagen de Malik desnuda en la portada de la revista FHM en su edición para La India, en la cual se puede ver la inscripción "ISI" (sigla utilizada por el servicio de inteligencia paquistaní) escrita en uno de sus brazos. Malik aseguró que no estaba completamente desnuda cuando la foto fue tomada y procedió a demandar a la revista por haber hecho la inscripción en su brazo sin su consentimiento.
En noviembre de 2014, Malik y su esposo Asad fueron sentenciados a 26 años de prisión en una corte de Gilgit por supuesta conducta blasfema. El dueño del grupo Geo TV en Pakistán fue acusado de permitir contenido blasfemo en uno de los programas emitidos por su cadena en el mes de mayo, en el cual se reprodujo una canción religiosa mientras se realizaba una sátira del matrimonio de Malik con Bashir. Un juez sentenció a la pareja y al conductor del programa a pagar 26 años de prisión cada uno de ellos.

## Filmografía

### Cine
| Año  | Título                           | Rol                        | Notas                                   |
| ---- | -------------------------------- | -------------------------- | --------------------------------------- |
| 2000 | Tere Pyar Mein                   | Amina                      | Película debut                          |
| 2002 | Yeh Dil Aap Ka Huwa              | Sana                       |                                         |
| 2003 | Pind Di Kurhi                    | Saba                       |                                         |
| 2004 | Sassi Punno                      | Zarina                     |                                         |
| 2005 | Koi Tujh Sa Kahan                | Aimen                      |                                         |
| 2005 | Kyun Tum Se Itna Pyar Hai        | Aamina                     |                                         |
| 2007 | Mohabbatan Sachiyan              | Nagma                      |                                         |
| 2008 | Kabhi Pyar Na Karna              | Nafisa                     |                                         |
| 2008 | Ishq Beparwaah                   | Ayesha                     |                                         |
| 2012 | Gali Gali Mein Chor Hai          | Ella misma                 |                                         |
| 2012 | Tere Naal Love Ho Gaya           | Ella misma                 | Aparición en la canción "Fann Ban Gayi" |
| 2012 | Daal Mein Kuch Kaala Hai         | Malai                      |                                         |
| 2013 | Jatts in Golmaal                 | Sujata                     |                                         |
| 2013 | Zindagi 50-50                    | Madhuri                    |                                         |
| 2013 | Dirty Picture: Silk Sakkath Maga | Silk Smitha / Vijaylakshmi |                                         |
| 2013 | Super Model                      | Rupali "Roops"             |                                         |
| 2014 | Mumbai 125 KM 3D                 | Poonam                     |                                         |
| 2013 | Nagna Satyam                     | Vijaylakshmi               |                                         |

### Televisión
| Año  | Programa              | Rol        | Idioma | Canal      |
| ---- | --------------------- | ---------- | ------ | ---------- |
| 2008 | Hum Sub Umeed Se Hain | Ella misma | Urdu   | Geo TV     |
| 2010 | Miss Duniya           | Ella misma | Urdu   | Dunya News |
| 2012 | Astaghfaar            | Ella misma | Urdu   | Hero TV    |